# Ficus neriifolia
Ficus neriifolia là một loài thực vật có hoa trong họ Moraceae. Loài này được Sm. mô tả khoa học đầu tiên năm 1810.

## Hình ảnh

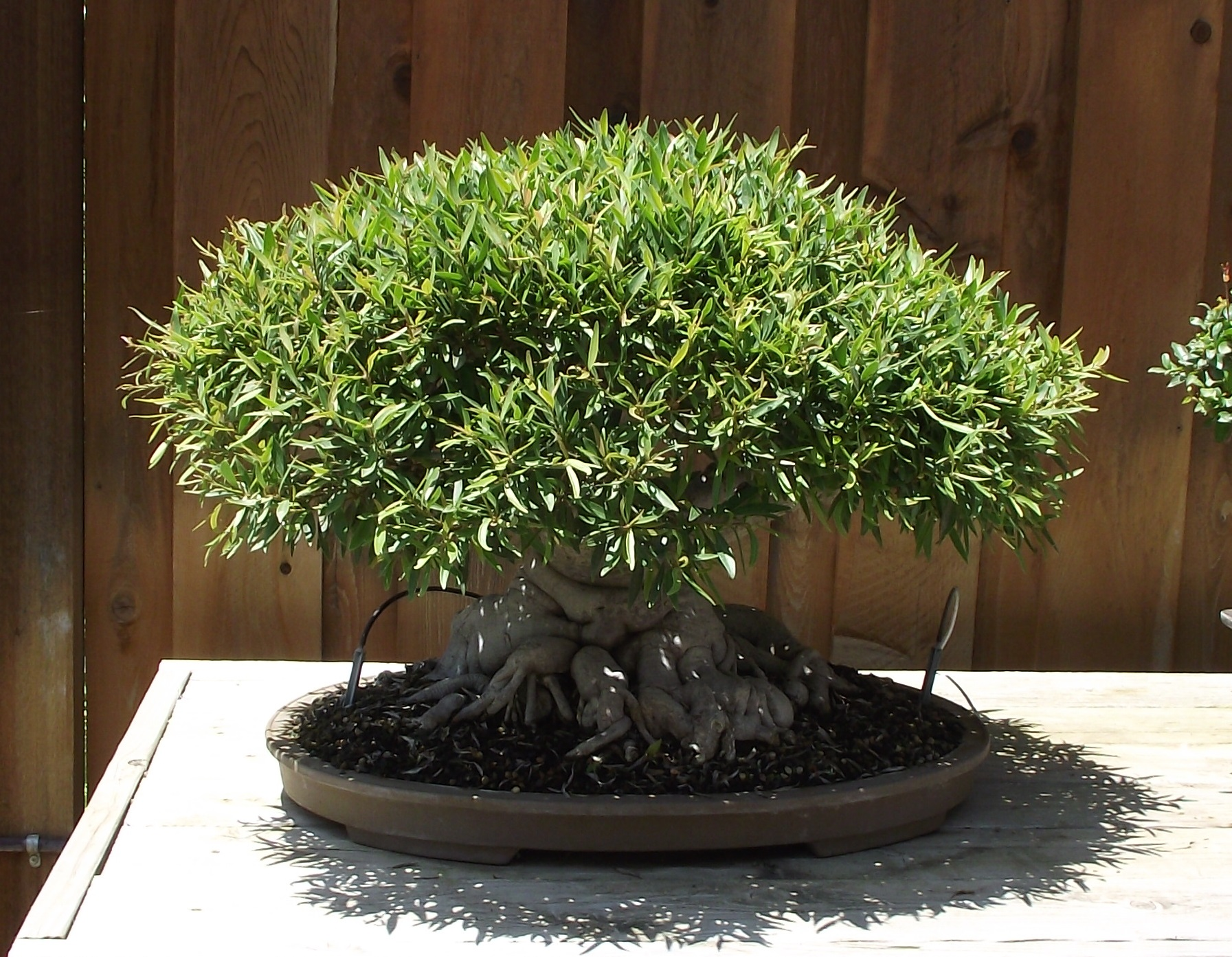
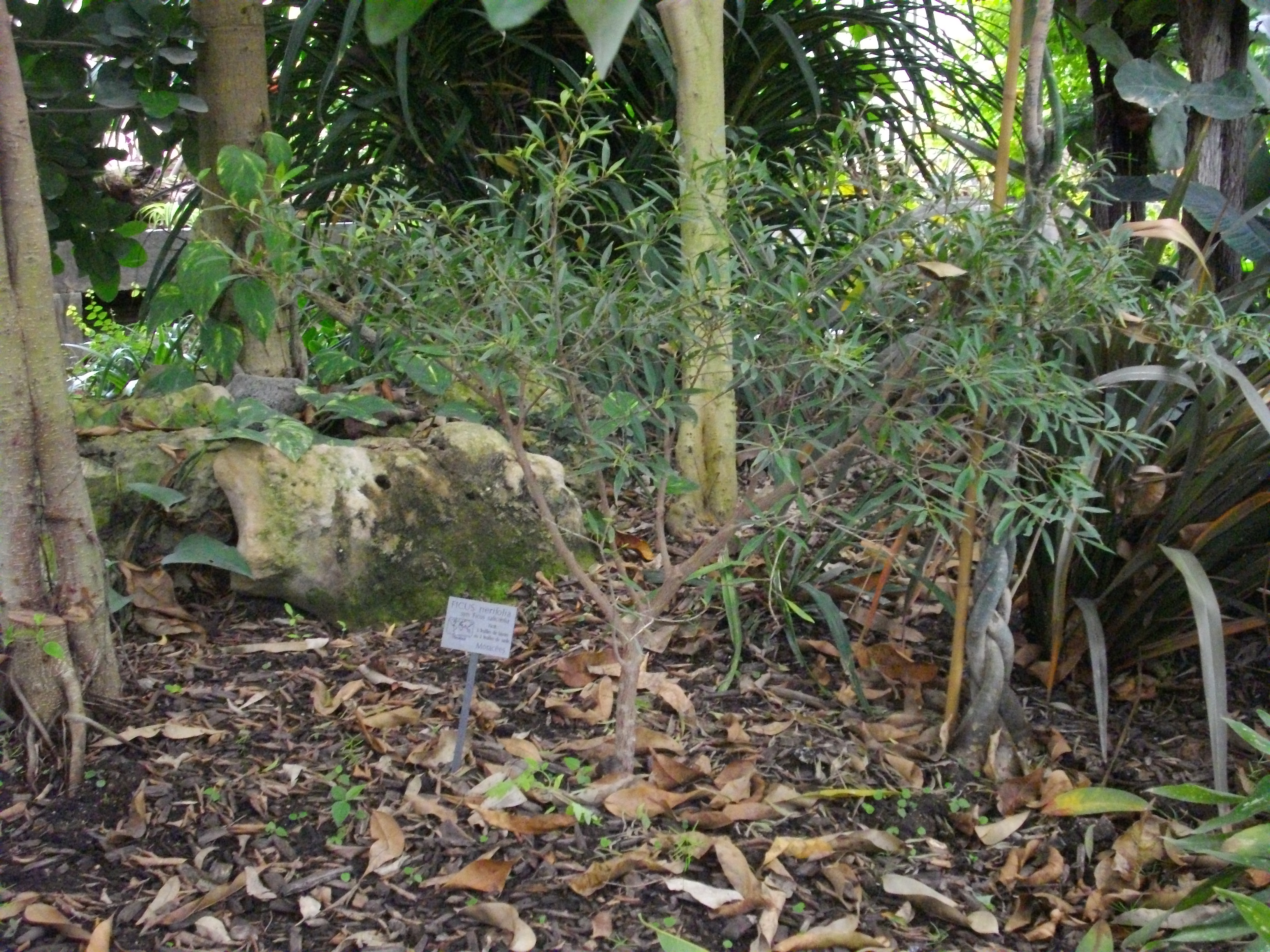
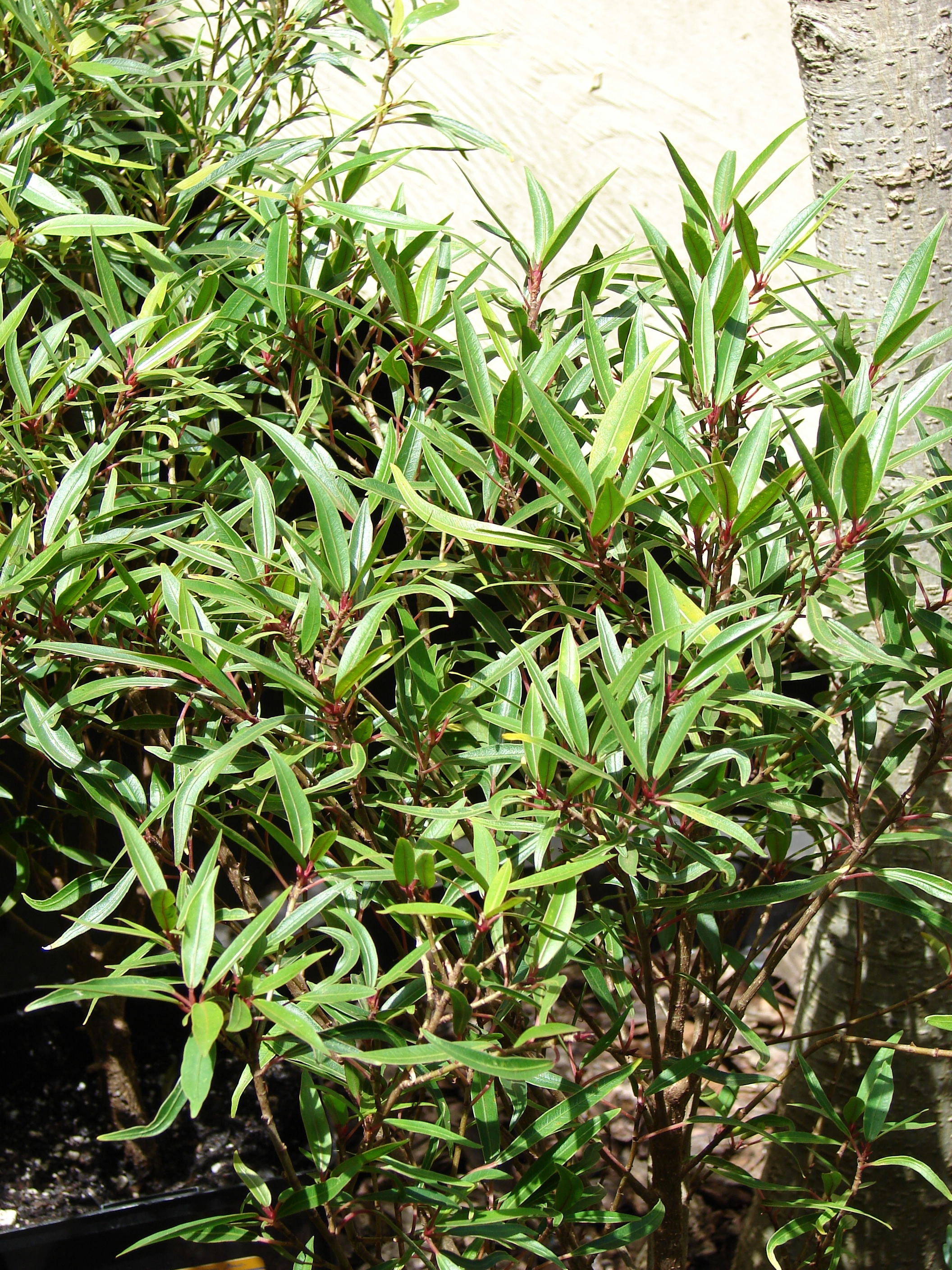
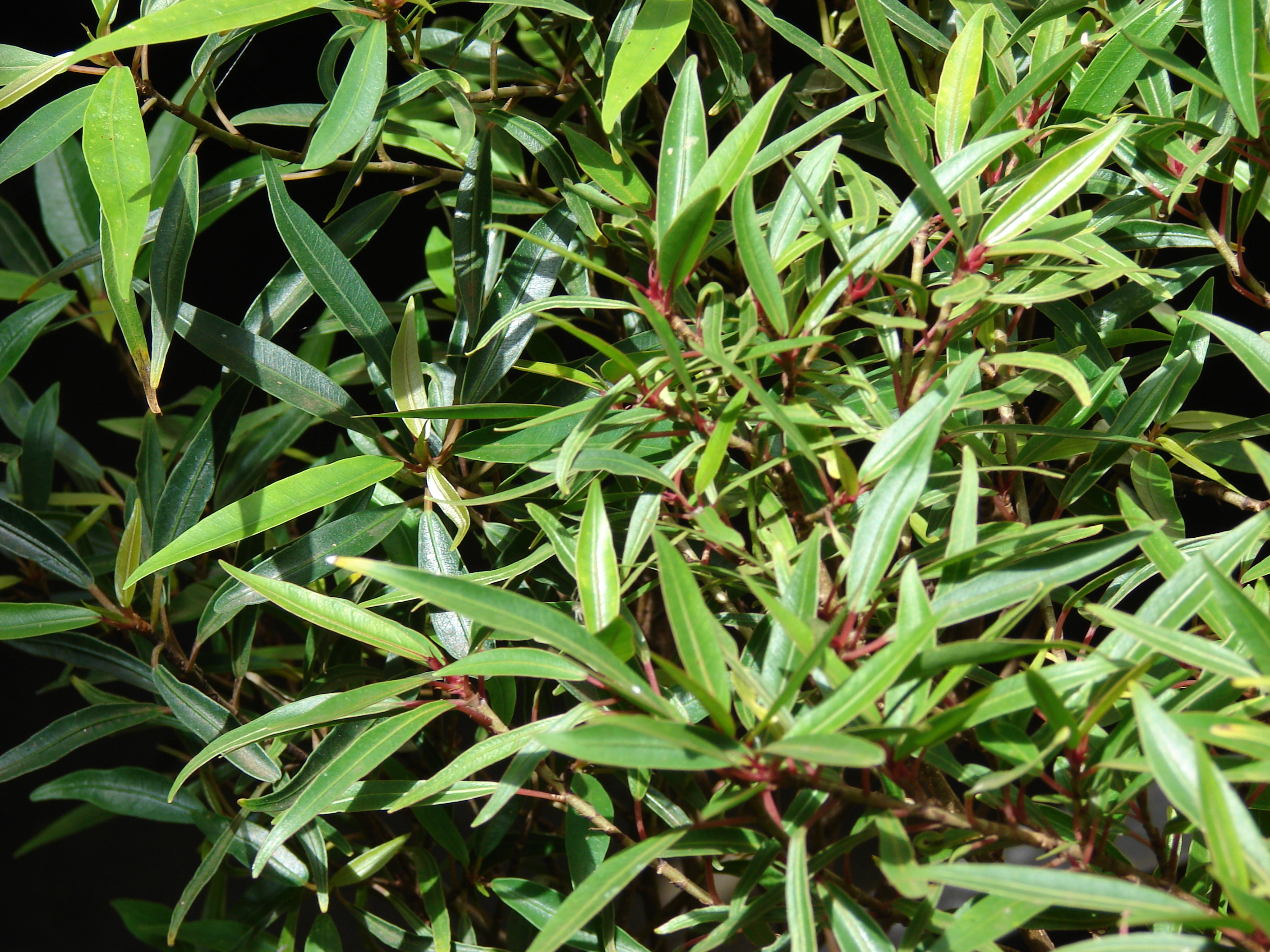